# Canyon del Dnestr
Il Canyon del Dnestr (in ucraino: Дністровський каньйон) si trova in Ucraina lungo la valle del fiume Dnestr. È considerato una delle sette meraviglie naturali dell'Ucraina. Il 3 febbraio 2010 il Parco paesaggistico regionale del Canyon del Dnestr è stato promosso allo stato di Parco Naturale Nazionale.

## Geografia
Il canyon del Dnestr attraversa diverse regioni (oblast') dell'Ucraina: Ivano-Frankivs'k, Ternopil, Chmel'nyc'kyj e Černivci. È lungo circa 250 km e inizia dalla foce del Zolota Lipa fino alla foce dello Zbruč, affluenti del fiume principale Dnestr. La profondità varia dagli 80 a 200 metri e il fiume raggiunge una larghezza di circa 200 metri.

## Descrizione
Nella grande area compresa nel canyon si trova anche il Parco Zališčyky, nell'omonima città.

## Paesaggio
Questo sito naturale si è sviluppato per l'erosione dovuta alla corrente del fiume Dnestr. Le rocce che formano il canyon sono di granito, gneiss e sineite. Caratteristica è la presenza di alte falesie vecchie 400 milioni di anni del periodo siluriano e devoniano nei pressi di villaggi quali Ustechko e Vistri. Sono presenti varie grotte.
Lungo il percorso si possono osservare rapide e cascate, tra cui quella di Dzhurinsky, considerata la più alta di pianura con i suoi 16 metri di altezza.
All'interno dell'area naturale ci sono foreste di betulle, carpini e querce.

## Monumenti
La valle del canyon è stata abitata fin dall'antichità. Nel distretto di Gorodenkovsky è stato trovato un sito abitativo datato al Paleolitico e sono stati rinvenuti 26 insediamenti riconducibili alla cultura di Tripillia.
Monumenti presenti lungo il sito naturale sono:
- il monastero di roccia Bakotsky, sorto nei secoli XI e XII;
- il castello di Chervonogorodsky, il cui nome ricorda il colore rosso dovuto alla presenza di ossido di ferro nel sito di costruzione, vicino alle cascate di Dzhurinsky;
- la chiesa dell'Assunzione della Vergine;
- la chiesa di San Michele;
- i resti della fortezza nel villaggio di Okopy;
- la chiesa del XVIII secolo nel villaggio di Korolets.